# Prix Edmée-de-La-Rochefoucauld
Le prix Edmée-de-La-Rochefoucauld est un prix littéraire créé en 2000 qui récompense chaque année un écrivain pour son premier roman. Il porte le nom de la duchesse Edmée de La Rochefoucauld qui fut pendant des années la présidente du jury du prix Femina et autrice d'essais littéraires sous le pseudonyme de Gilbert Mauge.

## Liste des lauréats
- 2000 : Dai Sijie pour Balzac et la Petite Tailleuse chinoise (Gallimard)
- 2001 : Christophe Ono-dit-Biot pour Désagrégé(e) (Plon)
- 2002 : Marc Durin-Valois pour L'Empire des solitudes (JC Lattès)
- 2003 : Philippe Ségur pour La Métaphysique du chien (Buchet Chastel)
- 2004 : Mathias Énard pour La Perfection du tir (Actes Sud)
- 2005 : Pauline Guéna pour Le Fleuve (Robert Laffont)
- 2006 : Blandine Le Callet pour Une pièce montée (Stock)
- 2007 : Béatrice Wilmos pour La Dernière Sonate de l'hiver (Flammarion)
- 2008 : Sara Yalda pour Regard persan (Grasset)
- 2009 : Eugène Green pour La Reconstruction (Actes Sud)
- 2010 : Hervé Bel pour La Nuit du Vojd (JC Lattès)
- 2011 : Claudie Hunzinger pour Elles vivaient d'espoir (Grasset)
- 2012 : François Garde pour Ce qu'il advint du sauvage blanc (Gallimard)
- 2013 : Vincent Pieri pour Station Rome (Mercure de France)
- 2014 : Julia Kerninon pour Buvard (Editions du Rouergue)
- 2015 : Miguel Bonnefoy pour Le Voyage d'Octavio (Rivages)
- 2016 : Emmanuelle Pirotte pour Today we live (Cherche Midi)
- 2017 : Jean-Marc Ceci pour Monsieur Origami (Gallimard)
- 2018 : François-Régis de Guenyveau pour Un dissident (Albin Michel)
- 2019 : Inès Bayard pour Le Malheur du bas (Albin Michel)
- 2020 : Nathan Devers pour Ciel et terre (Flammarion)
- 2021 : non remis
- 2022 : non remis
- 2023 : Jean Michelin pour Ceux qui restent (Héloïse d'Ormesson)
- 2024 : Bruno Markov pour Le Dernier Étage du Monde (Anne Carrière)